# Fufluns
 Fufluns  (𐌚𐌖𐌚𐌋𐌖𐌍𐌔 en étrusque) ou Puphluns (𐌐𐌖𐌘𐌋𐌖𐌍𐌔 en étrusque) est le nom d'une divinité étrusque équivalent de la grecque Dionysos et de la latine Bacchus.

## Présentation
Dans la mythologie étrusque, Fufluns (ou Puphluns) est le dieu du vin, de la fête, de la vie végétale, du bonheur, de la santé et de la croissance. Il est le fils de Semla.
Il était adoré à Populonia (étrusque Fufluna ou Pupluna).
Il a été adopté par les Romains, mais a été rapidement remplacé par d'autres dieux italiques de la fécondité, du vin et de la fête.

## Annexe

#### Ouvrages
- (it) Mauro Cristofani, Etruschi : una nuova immagine, Florence, éditions Giunti gruppo, 1984, 240 p. (ISBN 88-09-01792-7, lire en ligne)
- Lexique Iconographicum Mythologiae Classicum, VII, Zurich et Munich, Artemis, 1994

#### Article
- (en) Larissa Bonfante, « Fufluns Pacha: The Etruscan Dionysos », Masks of Dionysos, Ithaca et Londres, Cornell University Press,‎ 1993, p. 221 - 235